# خویرزوردا

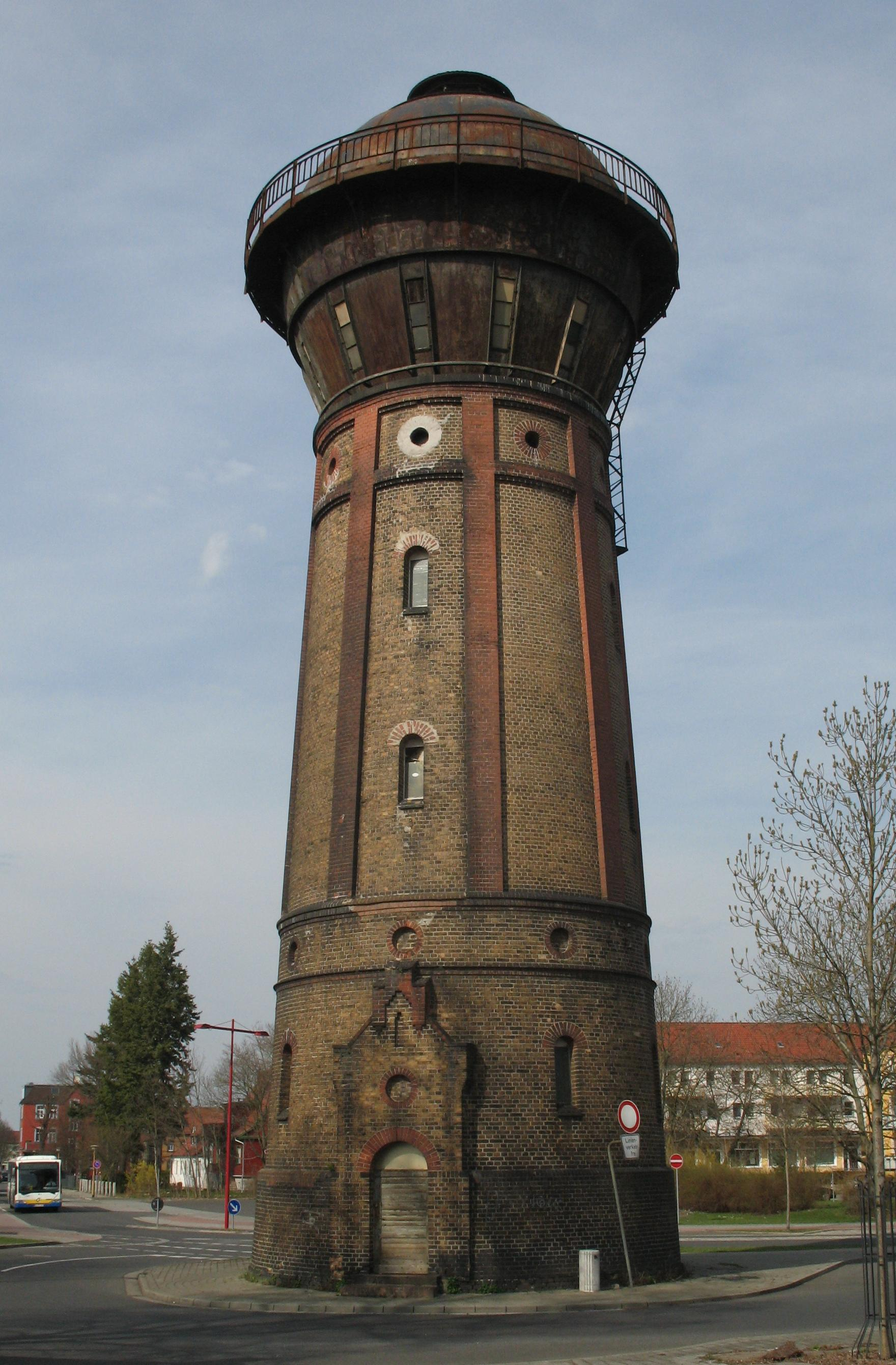
برج آب

شهر خویرزوردادر ایالت زاکسن در کشور آلمان واقع شده‌است.

## منابع

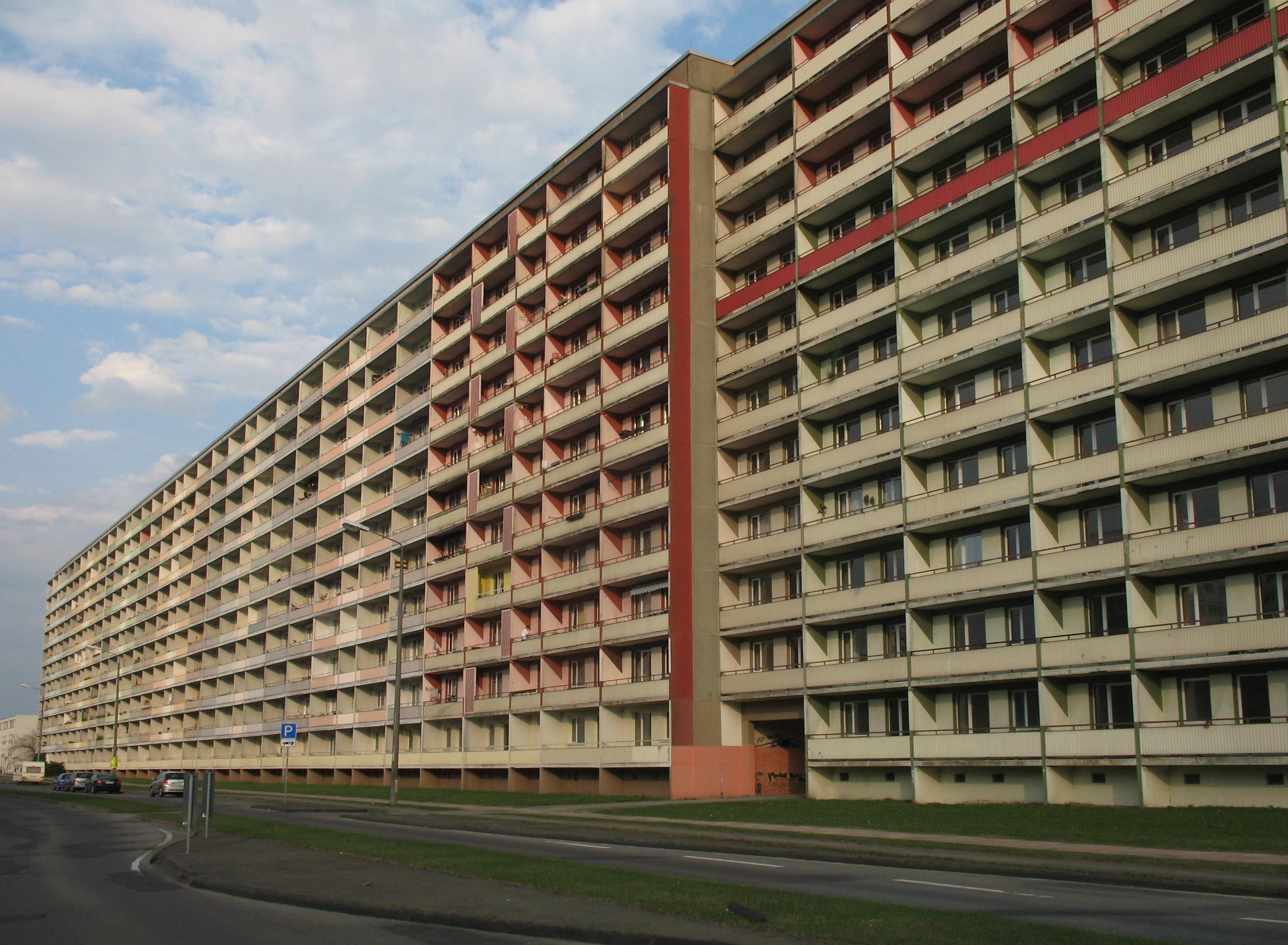
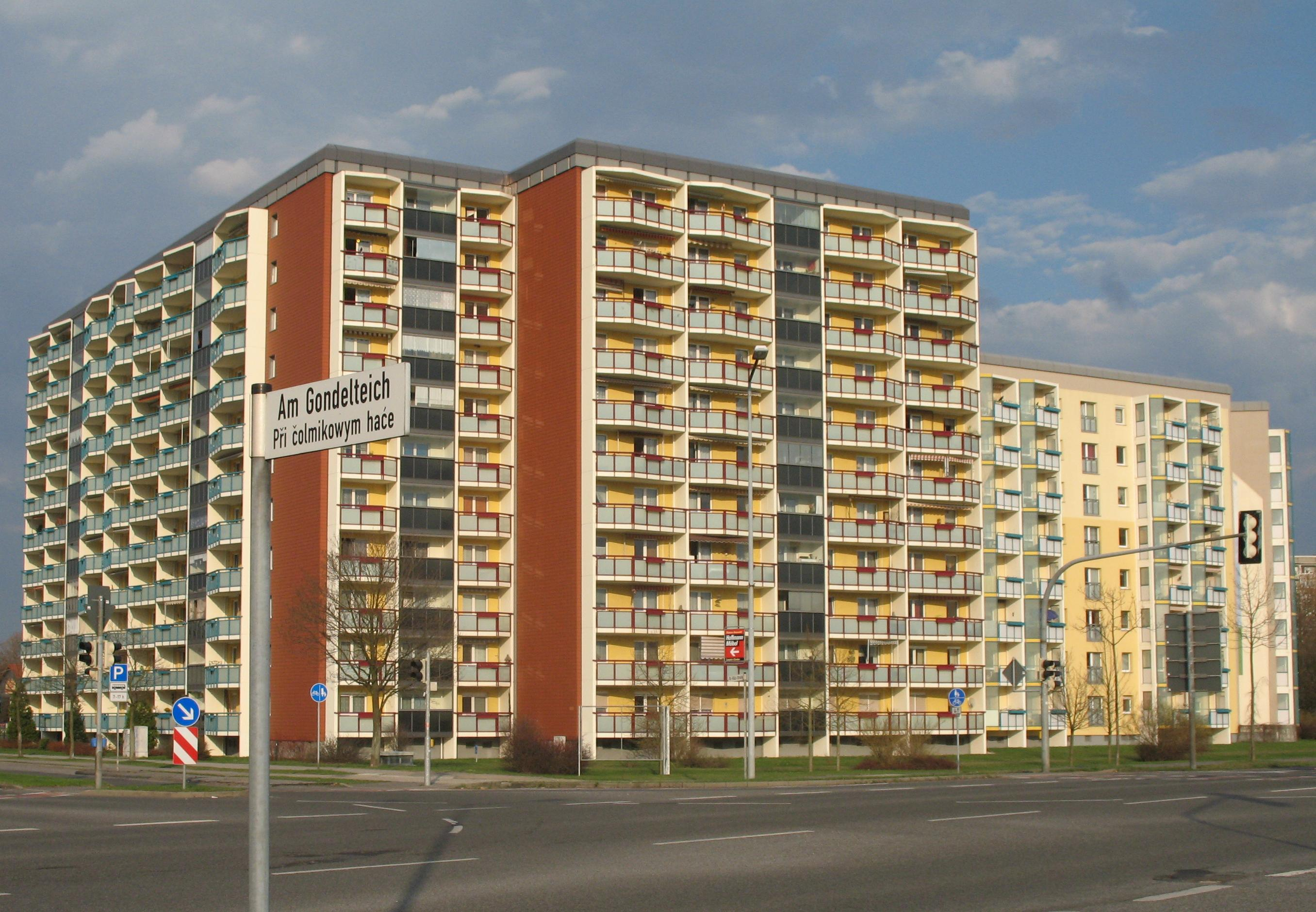
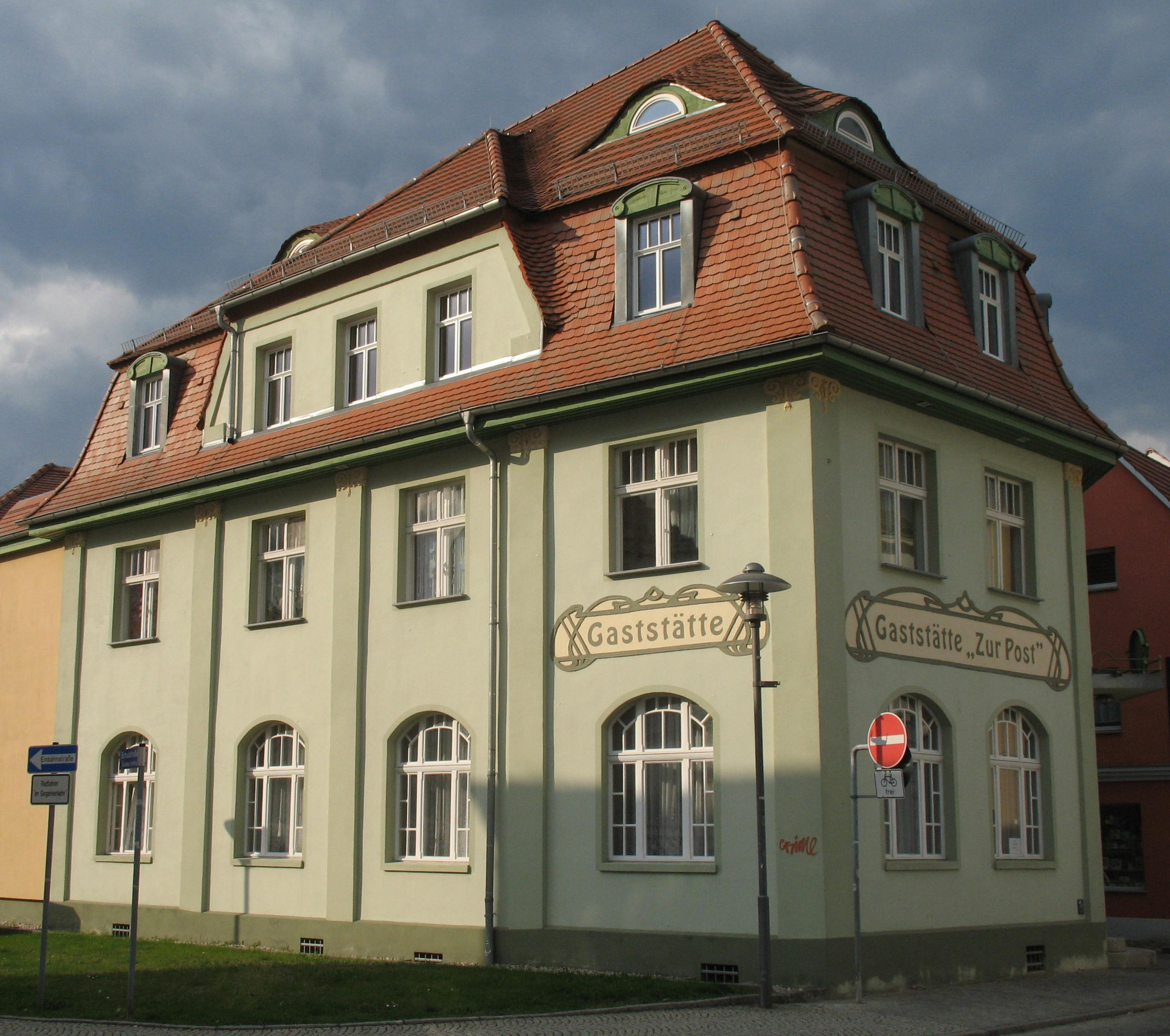
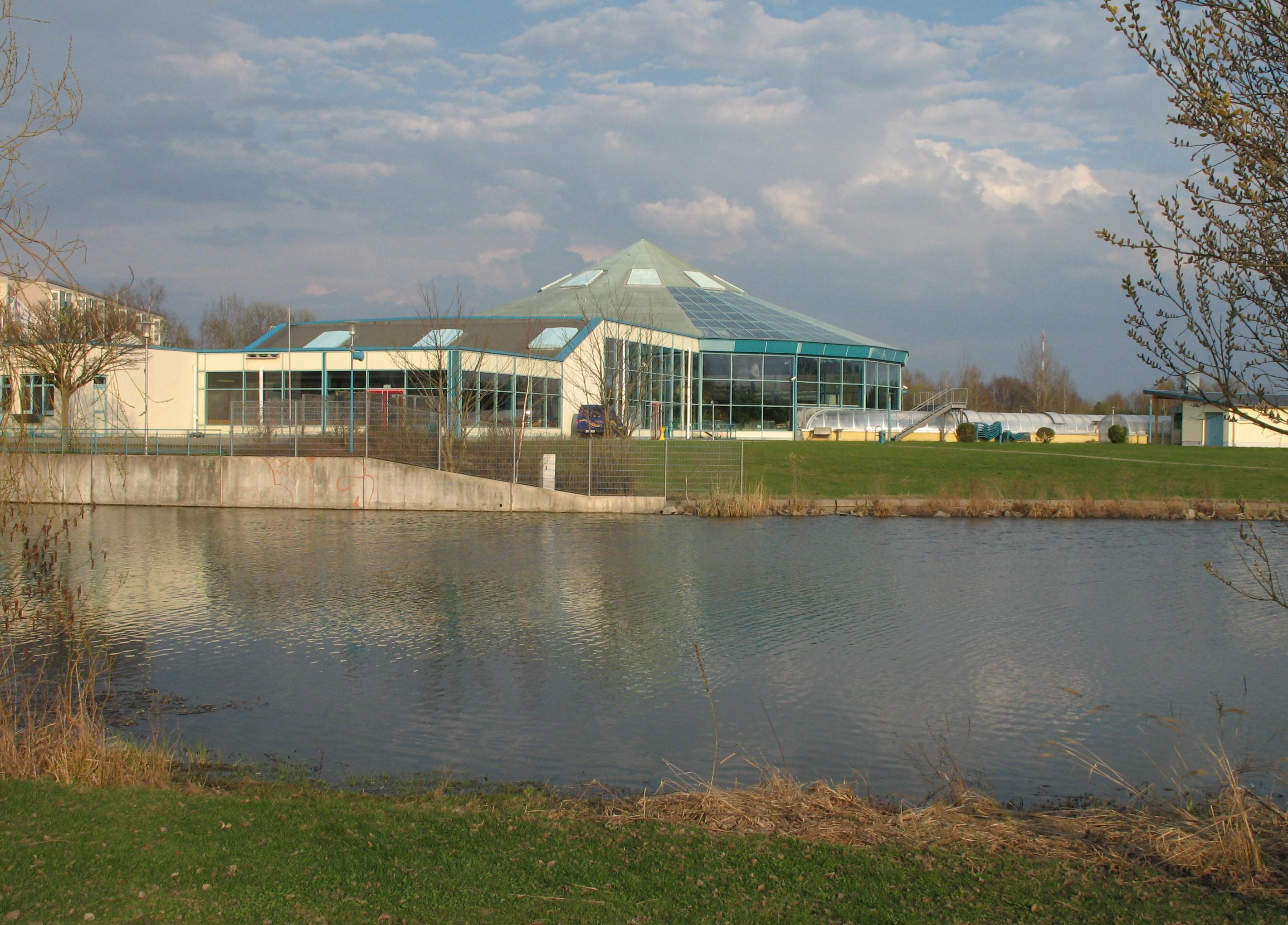